# 6-Stunden-Rennen von Watkins Glen 1974

Streckenprofil 1974

Das 6-Stunden-Rennen von Watkins Glen 1974, auch Glen Five Star, Six Hours, Can-Am, Formula 5000, Trans-Am, VW Gold Cup (Six Hours of Endurance and The Glen Trans-Am), Watkins Glen, fand am 13. Juli in Watkins Glen statt und war der siebte Wertungslauf der Sportwagen-Weltmeisterschaft dieses Jahres. 

## Das Rennen
Beim 6-Stunden-Rennen von Watkins Glen setzte sich eine Entwicklung fort, die bereits seit dem Rennverbot der 5-Liter-Prototypen Ende der Saison 1971 zu bemerken war: Zu wenig Starter in der großen, auf 3 Liter Hubraum beschränkten Sportwagenklasse. Da Gulf Research aus Budgetgründen auf eine Meldung des Gulf GR7 verzichtete und das Porsche-Werksteam mit nur einem Porsche Carrera RSR nach Nordamerika kam, waren neben dem Porsche erneut nur die Werkswagen von Alfa Romeo und Matra siegfähig.
Für die beiden von Autodelta gemeldeten Alfa Romeo T33/TT/12 wurden mit Arturo Merzario, Mario Andretti und Rolf Stommelen nur drei Fahrer nominiert. Ein Tag nach dem 6-Stunden-Rennen fand auf der Strecke das 1-Stunden-Rennen von Watkins Glen statt, der dritte Wertungslauf der Can-Am-Saison 1974. Das Training für dieses Rennen fand jeweils nach den Einheiten der Weltmeisterschaftsteilnehmer statt. Am Freitagnachmittag testete Rolf Stommelen während des Can-Am-Trainings Goodyear-Reifen anstatt der bei Alfa Romeo üblichen Firestones. Nach einem Reifenschaden verunglückte er schwer. Dabei wurde der T33/TT/12 mit der Startnummer 70 so schwer beschädigt, dass der Wagen zurückgezogen werden musste. Nachdem es auch bei anderen Teams zu Zwischenfällen mit Goodyear-Reifen gekommen war, wurde auf deren Verwendung bei beiden Veranstaltungen verzichtet. Das Can-Am-Rennen gewann Jackie Oliver im Shadow DN4 vor seinem Teamkollegen George Follmer und Scooter Patrick im McLaren M20.
Für Matra gingen die Standardbesatzungen Jean-Pierre Jarier/Jean-Pierre Beltoise und Henri Pescarolo/Gérard Larrousse ins Rennen. Den Werks-Porsche fuhren Herbert Müller und Gijs van Lennep. Weil sich die beiden aus der ersten Reihe starteten Matra nicht richtig einordneten, gab es beim Start keine grüne Startflagge durch die Rennleitung. Larrousse, Jarier und die Alfa-Piloten wähnten sich aber im Rennen und fuhren zwei Runden im vollen Tempo um den Kurs. Nachdem sie nach der zweiten Runde alle anderen Starter, die nach der fehlenden Startfreigabe langsam um den Kurs fuhren, eingeholt hatten, wurde das Rennen abgebrochen. Beim Neustart lief alles in geregelten Bahnen und beide Matra führten vor Merzario im Alfa Romeo. Nach einer halben Stunde Renndauer hatten die drei Führenden das restliche Feld mindestens einmal überrundet. An der Spitze kam nur wenig Spannung auf. Schon beim ersten Boxenstopp verloren der Alfa Romeo von Merzario und Andretti mehrere Minuten, weil sich der Motor lange nicht starten ließ. Später wurde der Wagen wegen unerlaubter Hilfe (er wurde auf der Strecke angeschoben) disqualifiziert. Die Entscheidung zwischen den Matra fiel durch einen Getriebeschaden am Matra-Simca MS670C von Larrousse und Pescarolo. Im Ziel hatten die siegreichen Jarier und Beltoise neun Runden Vorsprung auf den Porsche von Müller und van Lennep.

## Ergebnisse

### Schlussklassement
| 1               | S 3.0 | 1   | Equipe Matra                           | Jean-Pierre Jarier Jean-Pierre Beltoise        | Matra-Simca MS670C        | 193 |
| 2               | S 3.0 | 9   | Martini Racing Porsche System          | Herbert Müller Gijs van Lennep                 | Porsche Carrera RSR Turbo | 184 |
| 3               |       | 59  | Brumos Porsche-Audi Corp.              | Peter Gregg Hurley Haywood                     | Porsche Carrera RSR       | 176 |
| 4               |       | 74  | Heimrath Turbo Inc.                    | Ludwig Heimrath senior Jim Cook                | Porsche Carrera RSR       | 172 |
| 5               |       | 88  | Mo Carter Firestone Performance Centre | Tony DeLorenzo Maurice Carter                  | Chevrolet Camaro          | 168 |
| 6               |       | 65  | Jacques Bienvenue                      | Jacques Bienvenue Marc Dancose                 | Porsche Carrera RSR       | 164 |
| 7               |       | 36  | Miller Brothers Racing Enterprises     | Paul Miller Kenper Miller                      | Chevrolet Camaro          | 160 |
| 8               | GT    | 34  | Ted Trudon Porsche Audi Inc.           | Sam Posey David Hobbs Elliott Forbes-Robinson  | Porsche Carrera RSR       | 160 |
| 9               |       | 46  | Craig Carter Racing                    | Craig Carter David Laughlin                    | Chevrolet Camaro          | 150 |
| 10              | GT    | 5   | Toad Hall Motor Racing                 | Michael Keyser Milt Minter                     | Porsche Carrera RSR       | 149 |
| 11              |       | 91  | Roger Pierce Racing                    | Roger Pierce Doug Mills                        | Chevrolet Corvette        | 145 |
| 12              |       | 61  | Feinstein Racing Enterprises           | Michael Oleyar Sam Feinstein                   | Chevrolet Corvette        | 141 |
| 13              | GT    | 43  | International Performance Center Inc.  | John O’Steen John Graves Dave Helmick          | Porsche Carrera RSR       | 126 |
| Nicht klassiert |       |     |                                        |                                                |                           |     |
| 14              | S 2.0 | 99  | Professional Racing Associates         | Bob Fisher Michel Dupont                       | Chevron B23               | 74  |
| Disqualifiziert |       |     |                                        |                                                |                           |     |
| 15              | S 3.0 | 60  | Autodelta                              | Arturo Merzario Mario Andretti                 | Alfa Romeo T33/TT/12      | 171 |
| Ausgefallen     |       |     |                                        |                                                |                           |     |
| 16              |       | 95  | Bob Hagestad                           | Skip Barber Bob Hagestad                       | Porsche Carrera RSR       | 129 |
| 17              | S 3.0 | 2   | Equipe Matra                           | Henri Pescarolo Gérard Larrousse               | Matra-Simca MS670C        | 117 |
| 18              |       | 24  | Hurtig Team Libra                      | John Buffum George Follmer Brett Lunger        | BMW 3.0 CSL               | 114 |
| 19              | GT    | 55  | North American Racing Team             | Mike Hiss Alain Cudini                         | Ferrari 365 GTB/4         | 83  |
| 20              |       | 87  | Rynone Industries                      | Thomas Rynone Michael Wiernicki Neil Wiernicki | Chevrolet Corvette        | 67  |
| 21              | GT    | 57  | F. J. Maka Racing                      | Bob Grossman Gregg Young Teodoro Zeccoli       | De Tomaso Pantera         | 50  |
| 22              |       | 3   | Harry Theodoracopulos                  | Harry Theodoracopulos Horst Kwech              | Ford Capri RS 2600        | 40  |
| 23              | GT    | 92  | Oest-Tillson Racing                    | Dieter Oest Mike Tillson Lou Higgins           | Porsche Carrera RSR       | 39  |
| 24              |       | 82  | Francisco Mir Racing Team              | Nestor Garcia-Veiga Mark Waco Angel Monguzzi   | Ferrari 365 GTB/4         | 25  |
| 25              |       | 110 | Bolus & Snopes Ltd.                    | Bob Mitchell Tom Nehl                          | Chevrolet Camaro          | 17  |
| 26              | S 3.0 | 16  | Aase Brothers                          | Dennis Aase Scooter Patrick                    | Porsche 908/02            | 8   |
| 27              |       | 25  | Bobcar                                 | Bert Everett John Morton                       | Alfa Romeo Montreal       | 6   |
| 28              |       | 13  | Warren Agor Racing Enterprises         | Warren Agor Paul Nichter                       | Chevrolet Camaro          | 4   |
| 29              |       | 13  | Davidson Racing                        | Alex Davidson Gary Witzenburg                  | Chevrolet Corvette        | 3   |
| Nicht gestartet |       |     |                                        |                                                |                           |     |
| 30              |       | 14  | Holbert's Porsche-Audi                 | Al Holbert Elliott Forbes-Robinson             | Porsche Carrera RSR       | 1   |
| 31              | GT    | 35  | Louis McAlpine                         | Louis McAlpine Tom Bagley                      | Datsun 510                | 2   |
| 32              |       | 39  | Gerre Payvis                           | Gerre Payvis                                   | Ford Mustang              | 3   |
| 33              |       | 42  | Hurtig Team Libra                      | George Follmer Brett Lunger                    | BMW 3.0 CSL               | 4   |
| 34              | GT    | 44  | International Performance Center Inc.  | Jim Briody                                     | Lotus Europa              | 5   |
| 35              |       | 64  | C. Weaver Chevrolet                    | Bob Baechle                                    | Chevrolet Corvette        | 6   |
| 36              | S 3.0 | 70  | Autodelta                              | Rolf Stommelen Mario Andretti                  | Alfa Romeo T33/TT/12      | 7   |
| 37              |       | 86  | Promotional Advertising Corp.          | Hugh Kleinpeter Ron Goldleaf                   | De Tomaso Pantera         | 8   |

1 Holbert verließ die Veranstaltung, da seine Frau ein Kind bekam.
2 nicht gestartet
3 nicht gestartet
4 Getriebeschaden
5 nicht gestartet
6 nicht gestartet
7 Unfall von Stommelen im Can-Am Training
8 nicht gestartet

### Nur in der Meldeliste
Hier finden sich Teams, Fahrer und Fahrzeuge, die ursprünglich für das Rennen gemeldet waren, aber aus den unterschiedlichsten Gründen daran nicht teilnahmen.
| Pos. | Klasse | Nr. | Team                       | Fahrer                                                             | Chassis             |
| ---- | ------ | --- | -------------------------- | ------------------------------------------------------------------ | ------------------- |
| 38   | GT     | 4   | Applejack Racing           | Bill Webbe Freddy Kottulinsky                                      | Porsche Carrera RSR |
| 39   | GT     | 6   | Toad Hall Motor Racing     | Vic Elford Ennio Bonomelli Michael Keyser Milt Minter Stephen Behr | Porsche Carrera RSR |
| 40   | GT     | 7   | Bob Harmon Racing          | Bob Harmon                                                         | Porsche Carrera RSR |
| 41   | S 2.0  | 10  | Eduardo de Sevilla         | Eduardo de Sevilla Guillermo Echeverria                            | Lotus Europa        |
| 42   | S 3.0  | 26  | Héctor Rebaque             | Fred van Beuren Guillermo Rojas                                    | Porsche Carrera RSR |
| 43   | GT     | 54  | North American Racing Team | Johnny Rutherford Mike Hiss Alain Cudini                           | Ferrari 365 GTB/4   |
| 44   | GT     | 58  | Shook-Buehler Racing       | Martin Shook                                                       | Chevrolet Camaro    |
| 45   | GT     | 67  | Boulevard Import           | Tony Rolfe Fred Miller                                             | Datsun 240Z         |
| 46   | GT     | 72  | Peter Papke                | Peter Papke John Thomas Jim Cook                                   | Porsche Carrera RSR |
| 47   | GT     | 77  | Schumacher/Lowther         | Bill Schumacher Ed Lowther                                         | Chevrolet Corvette  |
| 48   | GT     | 81  | Far West Racing            | Elliott Forbes-Robinson Grey Egerton                               | Porsche Carrera RSR |

### Klassensieger
| Klasse | Fahrer                  | Fahrer               | Fahrer                  | Fahrzeug            | Platzierung im Gesamtklassement |
| ------ | ----------------------- | -------------------- | ----------------------- | ------------------- | ------------------------------- |
| S 3.0  | Jean-Pierre Jarier      | Jean-Pierre Beltoise |                         | Matra-Simca MS670C  | Gesamtsieg                      |
| S 2.0  | kein Teilnehmer im Ziel |                      |                         |                     |                                 |
| GT     | Sam Posey               | David Hobbs          | Elliott Forbes-Robinson | Porsche Carrera RSR | Rang 8                          |

### Renndaten
- Gemeldet: 48
- Gestartet: 29
- Gewertet: 13
- Rennklassen: 3
- Zuschauer: 73500
- Wetter am Renntag: heiß und trocken
- Streckenlänge: 5,435 km
- Fahrzeit des Siegerteams: 6:01:33,800 Stunden
- Gesamtrunden des Siegerteams: 193
- Gesamtdistanz des Siegerteams: 1048,906 km
- Siegerschnitt: 174,062 km/h
- Pole Position: Gérard Larrousse - Matra-Simca MS670C (#2) – 1:43,698 = 188,675 km/h
- Schnellste Rennrunde: Jean-Pierre Beltoise - Matra-Simca MS670C (#1) – 1:44,050 = 188,126 km/h
- Rennserie: 7. Lauf zur Sportwagen-Weltmeisterschaft 1974